# Miquel Farré i Mallofré
Miquel Farré i Mallofré   (Terrassa, 23 de febrer de 1936 - Terrassa, 29 de maig de 2021) va ser un pianista català. També va ser un destacat jugador d'escacs i va ostentar el títol de Mestre Internacional. Membre del Club d'Escacs Terrassa, va aconseguir el tercer lloc al Mundial Juvenil de 1955.

## La música
Els aspectes que cal destacar de la seva manera de tocar el piano eren:
- la força temperamental
- el poder comunicatiu
- la musicalitat

Aquests, són tres aspectes que aporten a la seva música un gran interès interpretatiu.
Miquel Farré va ser alumne de grans músics com Tomàs Buxó, Sofia Puche, Joan Massià, Pierre Sancan, Stefan Askenase i Wilhelm Kempff.
Amb només 18 anys, va guanyar el Primer Premi al Concurs Internacional de Música Maria Canals, i posteriorment,el Prix de l'Institut Français i ha estat guardonat amb les màximes distincions del Conservatori Superior de Música de Barcelona: Premi Extraordinari, Premi d'Honor de virtuosisme i el Premi Ònia Farga.
En la seva trajectòria cal destacar les seves actuacions amb orquestra i en recitals per Europa i Estats Units, així com col·laboracions en música de cambra amb importants talents del panorama musical.
Va actuar en sales com el Palau de la Música Catalana de Barcelona, l'Auditori de Barcelona, Teatro Real de Madrid, Fundación Juan March de Madrid, Auditorio Manuel de Falla de Granada, Teatro Lope de Vega de Sevilla, Auditòrium de Palma, Auditori Enric Granados de Lleida, Teatro Principal de Saragossa, Salle Cortot de París, Centre Cultural de Gronzian, Spanish Institute de Nova York, Museum of Fine Arts de Boston, Rudolf Ganz Hall de Chicago… Participa en diverses ocasions als festivals internacionals Pau Casals del Vendrell, Isaac Albéniz de Camprodon, Torroella de Montgrí, Cadaqués i Vilabertran.
Va col·laborar amb directors com Eduard Toldrà, Gonçal Comellas, Edmon Colomer, Manuel Oltra, Eduardo Portal, Albert Argudo, Jordi Mora, Jan Krenz, Anton Nanut, Nicholas Roth, Corneliu Dumbraeanu i conjunts com la Orquestra Municipal de Barcelona, Orquestra Ciutat de Barcelona, Orquestra Simfònica del Vallès, Orquestra Simfònica de les Balears, Orquestra Simfònica de Sant Cugat, London Soloist's Ensemble, Haquard Chamber Orchestra Amsterdam, Orquestra de Cambra de Barcelona.

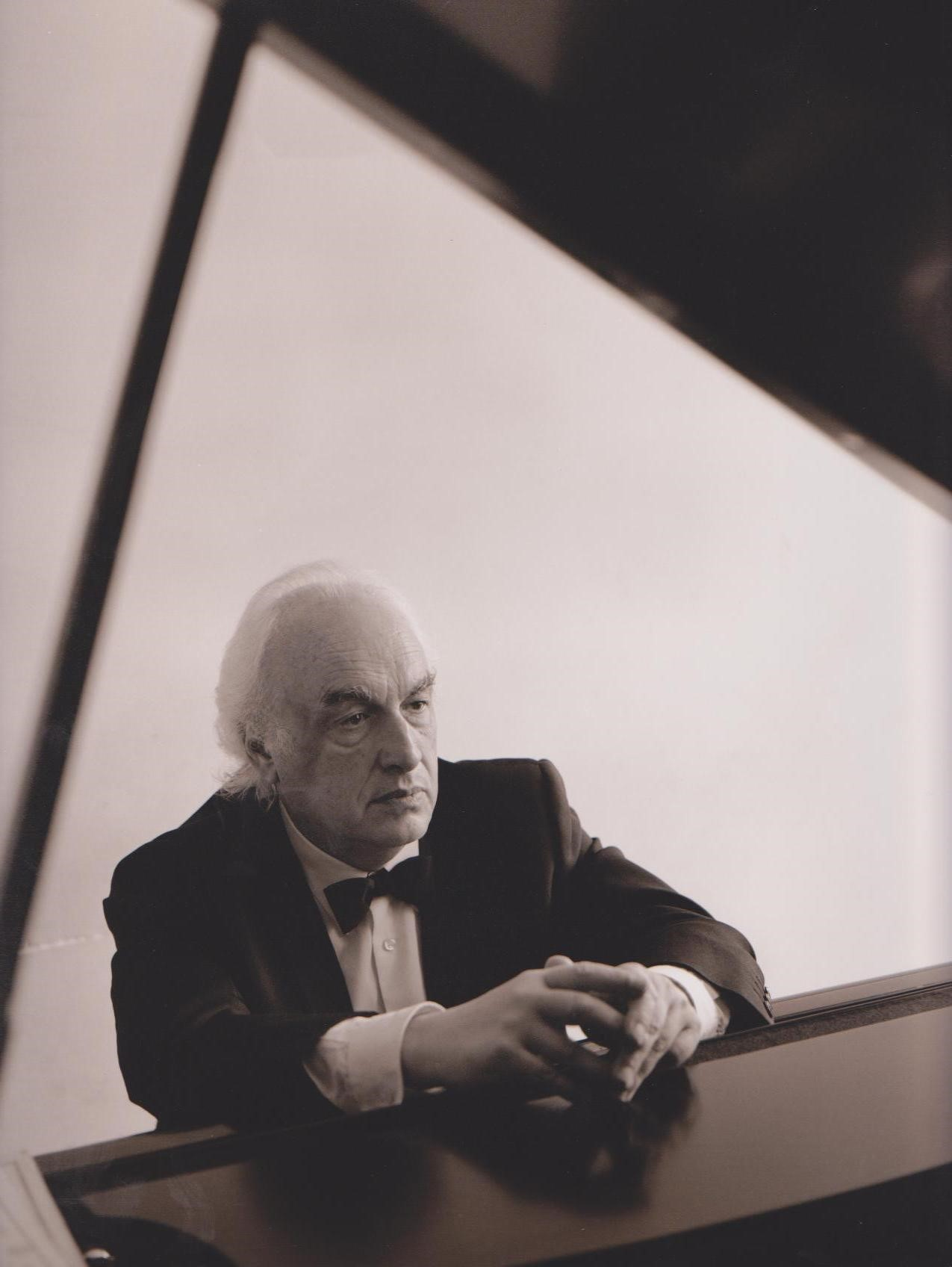

En música de cambra va actuar en duo amb la soprano Montserrat Alavedra, els violinistes Gonçal Comellas i Rodney Friend, els pianistes Ramón Coll i Eulàlia Solé. Dins de múltiples formacions va col·laborar amb músics com Jaume Francesch, Antonio Domingo, Juli Panyella, LLuís Sedó, Emilio Mateu, Richard Talkowsky, Ferran Sala, Jean-Pierre Rampal, Radu Aldulescu, Quartet Sonor, Trio Pasquier (Regis Pasquier, Bruno Pasquier i Roland Pidoux) i el Brodsky String Quartet.Ha estrenat obres de Manuel Oltra: Rapsòdia per a piano i cobla o orquestra, Xavier Benguerel: Concert per a piano i cordes, Francesc Taverna Bech: Camins somorts per a piano sol.
També va publicar diversos CDs, amb Discophon, Audiovisuals de Sarrià, La mà de guido, Ars Harmònica, Columna Música, entre els quals destaquem els consagrats a les obres de Frederic Mompou i a Johannes Brahms.
Va impartir cursos i master class a Europa i als Estats Units. Entre 1968 i 2000 fou catedràtic del Conservatori Municipal de Música de Barcelona.

## Els escacs
Va estar, a més, un extraordinari jugador d'escacs. Ostentà el títol de Mestre Internacional.
Va ser subcampió d'Espanya individual el 1957 per darrere del Gran Mestre Internacional Arturo Pomar Salamanca i doble subcampió Catalunya els anys 1955 i 1957. El seu principal èxit va ser quedar tercer al Campionat del Món Juvenil el 1955, a Anvers, darrere del soviètic Borís Spasski (futur campió del món i protagonista del mític matx del segle amb Bobby Fischer el 1972) - a qui va guanyar - i de l'estatunidenc Edmar Mednis, i davant de l'argentí Oscar Panno, tots ells jugadors de primer nivell mundial.
Va participar representant Espanya en dues Copa Clare Benedict als anys 1958 a Neuchâtel i 1960 a Biel/Bienne.
La carrera de pianista el va obligar a deixar els escacs en segon pla, encara que continuà sent un jugador d'escacs de gran força. Va estar vinculat al Club d'Escacs Terrassa, al Centre Social Catòlic de la ciutat.

### Participació en olimpíades d'escacs
Farré va participar, representant Espanya, en dues Olimpíades d'escacs en els anys 1958 a Múnic i 1960 a Leipzig, amb un resultat de (+13 =11 –6), per un 61,7% de la puntuació. El seu millor resultat el va fer a l'Olimpíada del 1958 en puntuar 10 de 15 (+7 =6 -2), amb el 66,7% de la puntuació.